# Herbert Adamski
Pour les articles homonymes, voir Adamski.
Herbert Adamski, né le 30 avril 1910 à Berlin et mort le 11 août 1941 en URSS, est un rameur d'aviron allemand. 
Il remporte aux Jeux olympiques d'été de 1936 à Berlin la médaille d'or en deux avec barreur avec Gerhard Gustmann et Dieter Arend.